# Piñón Fijo
Fabián Alberto Gómez (Deán Funes, Córdoba, 20 de agosto de 1965), más conocido por su nombre artístico Piñón Fijo, es un payaso, actor, cantautor y conductor de televisión argentino dedicado al entretenimiento del público infantil.

## Biografía
Nació en Deán Funes, en la zona noroeste de la provincia de Córdoba, en un hogar humilde. Su nombre artístico deriva del engranaje que es parte de la bicicleta, (ver: Bicicleta de piñón fijo). Él afirmó que le gustó el significado optimista y positivo de tal nombre, puesto que con ese engranaje la bicicleta pedalea siempre hacia adelante, haciendo un paralelo con su vida. 
Su atuendo ha ido cambiando con el correr del tiempo, pero siempre manteniendo los colores primarios: su traje, muy pintoresco, un bonete y unos zapatos también coloridos de tamaño considerable, que resultan ser llamativamente sorprendentes para chicos y grandes.
El maquillaje que utiliza para pintar su rostro —que lo convierte a la vista en un mimo ataviado de payaso— consiste en mucho color blanco, dos lágrimas negras, y un corazón alrededor de su boca.
Como instrumento simpático que lo solía acompañar en sus actuaciones —además de algunos títeres—, ha diseñado el llamado "saxo cloacal", fabricado por él mismo con tuberías de agua, una pintoresca herramienta que se complementa a la perfección con su llamativo atuendo.
Piñón Fijo fue orador de la primera edición de TEDx Córdoba, donde disertó sobre sus inicios, motivaciones y contenidos para obras infantiles.

## Actuaciones
Comenzó actuando en la calle, plazas, parques y paseos de diferentes ciudades turísticas. Posteriormente, en Villa Carlos Paz, realizó espectáculos en lugares privados, y en muchos otros escenarios y festivales del país. También trabajó en el Canal Doce de Córdoba y de allí saltó a tener un programa en Canal Trece de Buenos Aires (ciclo infantil que inició en el año 2002 bajo el título de Piñón Fijo es mi nombre). Con su llegada a Buenos Aires y especialmente al programa televisivo mencionado, se lo descubre como un cantante pintado de payaso.
Se destacan sus 57 presentaciones en el escenario del Teatro Gran Rex de la Ciudad de Buenos Aires durante el año 2003, 19 en el Luna Park en el 2004, y una larga gira por el interior de la Argentina. En ese mismo año participó de ciclos televisivos en Univision de Puerto Rico, y también llegó al Palacio Peñarol de Montevideo (Uruguay) y al Hotel Conrad de Punta del Este.
Durante el año 2005 desarrolló sus presentaciones acompañado por una figura de enorme repercusión para el público infantil argentino, el actor y humorista Carlitos Balá; ambos cosecharon un enorme éxito en todas las giras y presentaciones que realizaron. Durante el 2006 y 2007, sus videos son emitidos en el programa infantil Alánimo del canal cubano Cubavisión. En el 2008, realizó su programa televisivo en Canal 13 de Asunción del Paraguay, desarrollando su show en esa capital y en el interior.
En abril de 2008 actuó en el Nuevo Teatro Alcalá de Madrid (España) a sala llena. Durante el 2009 emitió su programa desde Córdoba (Argentina), por Teleocho, para esa provincia y otras del interior del país. Durante 2010 se presentó en Santa Cruz de la Sierra (Bolivia) y realizó una gira por todo Ecuador.
Fue conductor del programa televisivo Un sol para los chicos, producido por UNICEF Argentina por cuatro años consecutivos, desde el 2003 hasta el 2006 inclusive y participó de numerosas campañas solidarias junto a esa institución.
En el verano de 2012, Piñón Fijo realizó espectáculos en teatros de la provincia de Córdoba y de Buenos Aires y anunció un nuevo programa televisivo en Canal 13 junto con su primera película para la pantalla grande.
Ese mismo año realizó un cameo en la serie de televisión Sos mi hombre, elogiado por la prensa especializada.

## Obras

### Discografía
| Año  | Título                     | Informaciones |
| ---- | -------------------------- | --- |
| 2000 | Con Aire de las Sierras... | - Fecha de publicación: 15 de julio de 2000 - Discográfica: Sony Music Argentina - Formato: CD                         |
| 2001 | Con las Alitas Arriba      | - Fecha de publicación: 15 de julio de 2001 - Discográfica: Sony Music Argentina - Formato: CD                         |
| 2002 | Por los Chicos... Vivo     | • Fecha de publicación: 2002 - Discográfica: Sony Music Argentina - Formato: CD                                        |
| 2003 | Los Chicos También         | - Fecha de publicación: 15 de julio de 2003 - Discografía: Sony Music Argentina - Formato: CD                          |
| 2004 | Bailando Como Piñón        | • Fecha de publicación: julio de 2004 - Discografía: Sony Music Argentina - Formato: CD                                |
| 2005 | Una y Mil Veces            | - Fecha de publicación: 26 de julio de 2005 - Discografía: BMG Ariola Argentina - Formato: CD                          |
| 2006 | Fragancias de Infancia     | - Fecha de publicación: 25 de julio de 2006 - Discográfica: Sony BMG Music Entertainment (Argentina) - Formato: CD     |
| 2007 | Elefantitos de Hoy         | - Fecha de lanzamiento: 30 de julio de 2007 - Discográfica: Sony BMG Music Entertainment (Argentina) - Formato: CD     |
| 2010 | Una Luna en la Laguna      | • Fecha de publicación: 2010 - Discográfica: Sony Music Argentina - Formato: CD                                        |
| 2011 | 20 Éxitos Originales       | - Fecha de lanzamiento: 15 de julio de 2011 - Discográfica: Sony Music Argentina - Formato: CD                         |
| 2011 | En el Teatro Coliseo       | - Fecha de lanzamiento: 21 de diciembre de 2011 - Discografía: Pop Art Discos - Formato: CD + DVD                      |
| 2014 | Una Nueva Vida             | - Fecha de lanzamiento: 2 de octubre de 2014 - Discográfica: Mensaje del Árbol - Formato: CD                           |
| 2016 | Piñon en Familia           | - Fecha de lanzamiento: 26 de agosto de 2016 - Discográfica: Mensaje del Árbol - Formato: Descarga digital y streaming |
| 2023 | Risas Brisas               | - Fecha de lanzamiento: 27 de enero de 2023 - Discográfica: Mensaje del Árbol - Formato: Descarga digital y streaming  |
| 2025 | Piñón Fijo Jazz            | • Fecha de lanzamiento: 6 de junio de 2025 • Discográfica: Piñón Fijo • Formato: Descarga digital y streaming          |

Es de destacar que, en las letras de sus canciones, Piñón Fijo brinda a los niños mensajes didácticos, como por ejemplo "el lavarse bien los dientes", "la enseñanza de las vocales", "aprender a querer y cuidar el medio ambiente", y muchos otros temas que dejan marcado el sentido instructivo de sus temas.
Dentro del repertorio, también hay canciones divertidas, que los pequeños suelen apreciar significativamente, como por ejemplo la famosa "Chu chu ua Chu chu ua".

### Giras musicales
- Piñón Fijo en vivo (2000-2001)
- Por los chicos... en Vivo (2002-2004)
- Una y mil veces tour (2005-2010)
- Una luna en la laguna tour (2010)
- Piñón Fijo en vivo en el Teatro Coliseo (2011-2012)
- Una nueva vida tour (2013-2016)
- Piñón en familia tour (2016-2018)

#### Piñón en familia Tour 2017
- 25 de febrero de 2017, Madrid, España
- 5 de marzo de 2017, Barcelona, España
- 17 de marzo de 2017, Salta
- 18 de marzo de 2017, Tucumán
- 24 de marzo de 2017, Montevideo, Uruguay
- 8 de abril de 2017, Asunción, Paraguay
- 28 de abril de 2017, Chaco
- 29 de abril de 2017, Formosa

### Lista de canciones
1. Una nueva vida
2. Piñón Fijo es mi nombre
3. Yo tengo un saxo
4. Una luna en la laguna
5. Despacito los pasitos
6. Una vaca
7. Vos vieras, Vieras tú
8. El dedo es de la mano
9. Lento el caracol
10. Agüita
11. Yo quiero ser murguista
12. Salvador silbador
13. Rogadora de lluvias
14. Choique, el ñandú
15. Rueda la rueda
16. Mendoza cloacal
17. Medley: "Con las alitas arriba, Basta de mamadera,  Nene, deja el chupete, Por una ventanita, Chau, llegó la hora de despedir (Nueva versión)"
18. Chu chu ua, Chu chu ua
19. Hola, cómo va
20. Bailando como Piñón
21. Esto fue todo

## Premios recibidos
- Premio Cerro El Velazco
- Premio Carlos Gardel (en dos oportunidades).
- Premio Martín Fierro
- Premio Fund TV
- Discos de Oro y de Platino
- Premio Estrella de Mar
- Premio Santa Clara de Asís
- Premio Tato 2015
- Primer Campeón de la Famous Argentinian War Bot.

## Certificaciones
- Con las alitas arriba:  Argentina  20.000

## Vida familiar
Tiene dos hijos, Jeremías y Ana Sol y dos nietos, Luna y León.

## Filmografía

### Primeras apariciones y programas de televisión
Su programa de televisión llevaba su mismo nombre, Piñón Fijo, y era transmitido por Eltrece.

### Televisión
| Nombre                    | Período             | Canal                                                     |
| ------------------------- | ------------------- | --------------------------------------------------------- |
| Pan y manteca             | 1990-1994           | TV10 (Córdoba)                                            |
| Pedaleando con Piñón Fijo | 1994-1995           | con Pedro J. Duarte Canal 9 (La Rioja)                    |
| Lagarto Show              | 2000-2001           | TV10 (Córdoba)                                            |
| Piñón Fijo es mi nombre   | 2002-2003/2012-2013 | El Trece (Repeticiones por Volver)                        |
| Piñón Fijo                | 2004/2009           | Canal Doce (Córdoba), luego repetido por El Trece en 2009 |
| Piñón Fijo                | Unicanal            |                                                           |
| Piñón Fijo                | 2008                | Canal 13                                                  |
| Sos mi hombre             | 2012                | El Trece (Participación especial)                         |
| Piñón en familia          | 2014-presente       | Eltrece                                                   |
| Piñón en familia          | Canal 10            |                                                           |

También fue emitido en estos canales:
- Eltrece Internacional
- El Doce (Córdoba)

## Película
- Piñón Fijo y la Magia de la Música (2012)